# Sport en Tunisie
Le sport en Tunisie, qui émerge réellement durant le protectorat français, est marqué par la domination du football, tant en termes de couverture médiatique qu'en termes de succès populaire.
Toutefois, des sports comme le volley-ball (huit victoires de l'équipe nationale en championnat d'Afrique) ou le handball (neuf victoires de l'équipe nationale en championnat d'Afrique) figurent également parmi les sports les plus représentés même si des sports moins connus sont plus pratiqués par les Tunisiens, notamment les arts martiaux (taekwondo, judo et karaté), l'athlétisme, la natation voire le tennis. D'autres grands sports comme le cyclisme, l'aviron ou la voile sont en revanche moins représentés, faute d'infrastructures, d'équipement et d'intérêt médiatique suffisant.

## Histoire

### Naissance sous le protectorat
Le sport n'est pas considéré par l'historiographie tunisienne comme un thème de recherche digne des sciences humaines et sociales. En conséquence, dans la mesure où rien ne peut éclairer de façon certaine les pratiques associatives et sportives avant l'instauration du protectorat français en 1881, l'éveil du sport en Tunisie ne s'effectue véritablement qu'à la fin du XIXe siècle, particulièrement au sein de l'armée où l'on pratique la gymnastique, l'escrime et le tir. C'est ainsi que certains clubs tels que la Patriote de Sousse (fondé en 1898) voient le jour au cours de cette période.

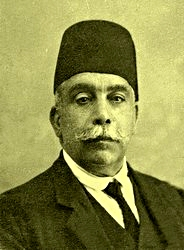
Hassine Bouhageb, figure de l'émergence du sport tunisien.

Avec le changement de régime, de profonds changements s'opèrent dans les mœurs et les habitudes des habitants qui découvrent et s'imprègnent d'un nouveau mode de vie avec la naissance d'une certaine forme de vie sportive tirée des comportements sociaux importés par le colonisateur. Au début du XXe siècle se créent, dans un premier temps dans les grandes villes telles que Tunis, Sousse ou Sfax, les premières sociétés sportives, notamment dans un cadre scolaire à l'exemple de l'Orientale en 1902, de l'Association tunisienne musulmane en 1905 — groupant les respectivement les élèves du lycée Alaoui et du Collège Sadiki — et de la Nasria en 1906, dont les activités se limitent à la gymnastique. Un concours régional de gymnastique a d'ailleurs lieu à Tunis en 1912 avec la participation de milliers de gymnastes français. Cependant, la loi du 15 septembre 1888 sur les associations est trop contraignante et empêche les Tunisiens de constituer des associations.
On peut considérer l'année 1903 comme l'année de la naissance véritable du sport tunisien. Un cross-country est disputé par 80 participants  le 12 avril, pour la première fois en Tunisie, l'idée de créer un club de football est lancée le 18 mai, une grande fête de gymnastique est organisée le 31 mai, une course cycliste est organisée le 23 août sur le parcours Tunis-Grombalia-Tunis et remportée par Bourguin de Sousse Vélo alors que le principal quotidien de Tunisie, La Dépêche tunisienne, crée une rubrique « Revue des sports » le 15 novembre.
Parmi les activités nouvelles se trouve le football, peu prisé dans un premier temps par les Tunisiens mais qui devient vite un enjeu de société et un terrain de règlement des conflits avec les colonisateurs. Le 15 septembre 1904 est créée la première société de football du pays, le Football Club de Tunis, qui devient six jours plus tard le Racing Club de Tunis officialisé le 11 mai 1905. Il est suivi par le Sporting Club le 6 juin 1906 puis par le Stade gaulois fondé en 1908 par des Français dont Henri Smadja. Faute de compétition officielle, on organise des rencontres entre les équipes des établissements scolaires, la première d'entre elles ayant lieu le 9 juin 1907 entre l'équipe du lycée Alaoui et celle du lycée Carnot (1-1). La région nord voit à son tour la création de clubs de football à Ferryville et Bizerte.
Un championnat « national » est organisé en 1910 autour de six clubs en première série à Tunis — le Racing, le Sporting, le Football Club, l'équipe du lycée Carnot, celle de l'École coloniale d'agriculture et le Red Star — et trois à Bizerte, à savoir le Stade maritime de Bizerte, le Stade ferryvillois et le Club olympique de Bizerte. La première finale du championnat est remportée par le Racing contre le Stade maritime (2-0). Cette compétition évolue progressivement pour devenir le championnat de Tunisie de football, organisé dès les années 1920 par la Ligue de Tunisie de football fondée en 1921 par la réunion de 43 clubs et affiliée à la Fédération française de football. Mais le football n'est pas la seule discipline à émerger. L'apparition, dans les années 1910, du premier boxeur tunisien et musulman, Hassen El Karrèche, est suivi par un essor de la boxe dans les années 1920 en raison de l'engouement de la communauté juive de Tunis qui se traduit par la victoire de Young Perez au championnat du monde de boxe en 1931. De plus, entre 1928 et 1955 se disputent neuf éditions du Grand Prix automobile de Tunis qui s'impose comme le rendez-vous incontournable du sport automobile au Maghreb.
En 1928, on recense seize comités sportifs en Tunisie :
- la Fédération tunisienne des sports nautiques et de sauvetage (FTSNS) ;
- la Fédération tunisienne d'escrime (FTE) ;
- la Fédération tunisienne de lawn tennis (FTLT) ;
- la Fédération tunisienne féminine de gymnastique et d'éducation physique (FTFGEP) ;
- l'Union des sociétés de gymnastique tunisienne (USGT) ;
- l'Union des sociétés de tir de Tunisie (USTT) ;
- le Comité régional de Tunisie de la Fédération française de rugby (CRT-FFR) ;
- le Comité régional de Tunisie de la Fédération française de boxe (CRT-FFB) ;
- le Comité départemental de Tunisie de l'Union vélocipède française (CDT-UVF) ;
- le Comité départemental de Tunisie de l'Union des sociétés d'éducation physique et de préparation militaire (CDT-USEPPM) ;
- la Ligue tunisienne de la Fédération française d'athlétisme (LTFFA) ;
- la Ligue tunisienne de la Fédération française de football association (LTFFFA) ;
- la Ligue tunisienne de la Fédération française de baseball (LTFFBB) ;
- l'Aéro Club de Tunisie ;
- l'Automobile Club de Tunisie ;
- le Golf Club de Tunisie.

L'haltérophilie, appelée « poids et haltères », est classée parmi les sports gymnastiques alors que les autres sports voient progressivement le jour : le basket-ball en 1935, le volley-ball en 1942, le tennis de table en 1946. L'arrivée en Tunisie des troupes alliées donne une grande impulsion à la boxe qui connaît son âge d'or entre 1945 et 1955.
Toutefois, le sport tunisien est gangréné durant cette période par un phénomène de communautarisation des clubs sportifs, certains étant le domaine réservé des Français, d'autres celui des Juifs tunisiens ou des autres communautés d'origine étrangère (Italiens, Maltais, etc.). Car, dans un premier temps, l'exercice d'une activité sportive officielle est interdite aux musulmans et seuls les enfants de collaborateurs ont droit à une dérogation spéciale pour services rendus à la France. Un progrès décisif même si ces derniers n'ont alors droit qu'à des clubs de seconde catégorie, loin de valoir les clubs des Européens. En boxe, les musulmans venant de milieux pauvres doivent s'imposer par des victoires écrasantes car les victoires aux points leur sont très rarement accordées. Ce n'est qu'avec l'avénement de l'indépendance du pays en 1956 et le départ progressif des communautés juive et d'origine européenne que ce phénomène disparaît peu à peu. En effet, le nouvel État procède à la réunification des différents mouvements associatifs en créant progressivement des groupements uniques.

### Situation après l'indépendance
Le handball fait son apparition plus tardivement dans le pays avec son introduction dans les lycées en 1951, ce qui contribue à sa diffusion. En 1953, la Ligue tunisienne de handball (remplacée par la Fédération tunisienne de handball en juillet 1957) voit le jour alors que le premier championnat national rassemble six clubs. Très vite, ce sport est adopté par la jeunesse et ne cesse de se répandre au point de devenir le deuxième sport national après le football. En 1960, le choix politique d'abandonner le professionnalisme en boxe accélère le déclin de cette discipline qui reçoit le coup de grâce, le 2 février 1974, avec la défaite du champion Tahar Ben Hassen. En 1966 est créée la Fédération tunisienne de judo pour promouvoir la pratique du judo et des disciplines associées comme le ju-jitsu et l'aïkido.

## Organisation du sport
Le sport tunisien est encadré par les grandes fédérations (football, volley-ball, handball, basket-ball, etc.) sous la houlette du ministère de la Jeunesse et des Sports qui est chargé « de définir les choix nationaux dans le domaine du sport, de l'éducation physique et des activités sportives », de promouvoir le développement de ce secteur et de « favoriser les conditions propices à son renforcement ». Depuis le début des années 1980, le ministère de tutelle se réserve le droit de désigner le tiers des membres des fédérations qui occupent les principaux postes dont celui de président. Les deux exceptions sont celles de la FTF qui a dû se plier aux injonctions de la FIFA et élire la totalité du bureau fédéral, même si la première expérience s'est caractérisée par l'élection d'une seule liste en compétition, et de la FTHB qui tient la première assemblée générale élective à 100 % en 2008.
Pourtant, le Comité national olympique tunisien (CNOT), qui a modifié ses statuts en 2006, intervient plus directement dans la gestion des fédérations sportives et veille à leur bonne marche. Ainsi est-il intervenu lors de l'assemblée générale de la Fédération tunisienne de football (FTF) en 2007 et lors de l'assemblée extraordinaire  de la Fédération tunisienne de handball (FTHB) dont la date a été décidée par le CNOT et dont les candidatures ainsi que les assises ont été dirigées par le président du CNOT Abdelhamid Slama. Ceci semble augurer du transfert de certaines prérogatives du ministère vers le CNOT.

## Installations sportives

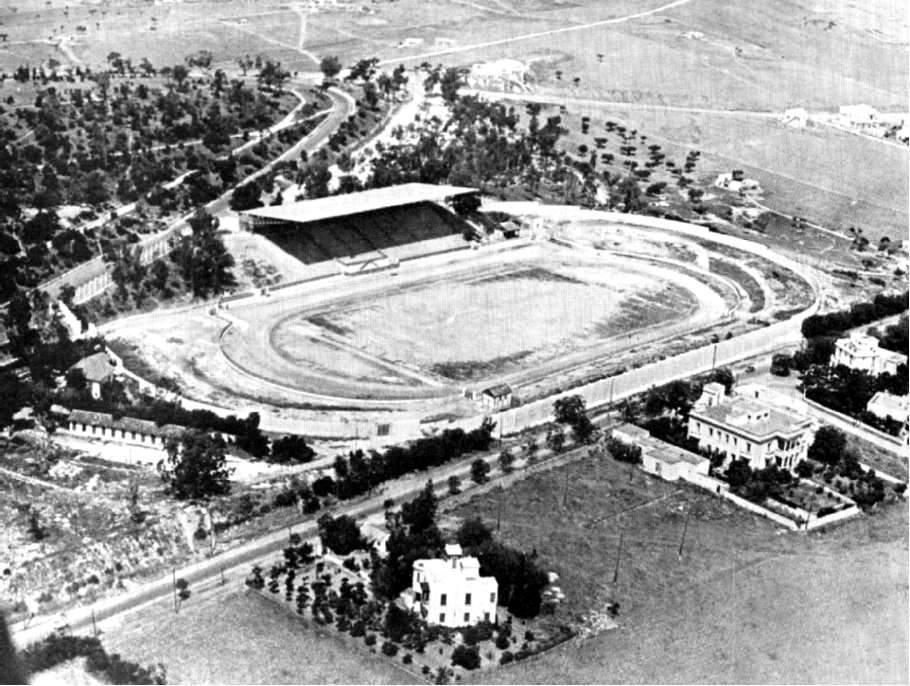
Stade Géo-André à Tunis.

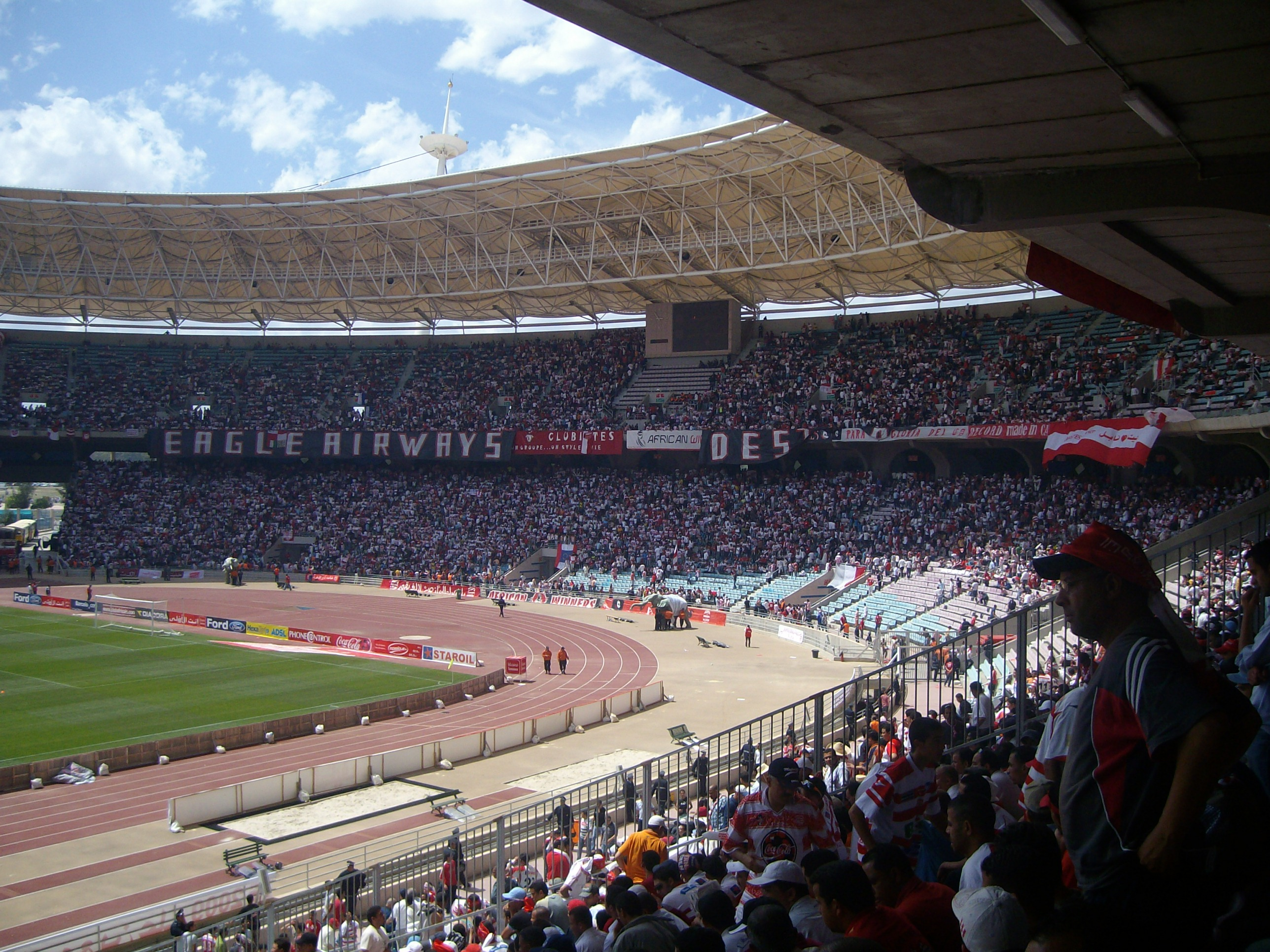
Stade olympique de Radès.

Les premières véritables installations sportives sont aménagées sous le protectorat français, comme l'illustre la construction du stade Géo-André ou l'aménagement de l'hippodrome de Ksar Saïd. L'un des plus vieux stades de Tunisie encore en activité est le stade Taïeb-Mehiri de Sfax érigé en 1938.
À l'indépendance du pays, le président Habib Bourguiba décide d'investir massivement dans les infrastructures sportives. C'est pourquoi la majorité des grands stades du pays sont construits durant les années 1960, notamment à l'occasion des Jeux méditerranéens de 1967 organisés par la Tunisie et qui permettent à la Cité olympique d'El Menzah de voir le jour au nord de la capitale. Après le premier terrain de golf aménagé à La Soukra en 1927, le développement du tourisme voit la naissance de nouveaux terrains sur les sites touristiques (Hammamet, Monastir, Djerba, Tozeur, etc.), ce qui permet l'organisation de compétitions internationales.
Par la suite, l'organisation de grandes compétitions internationales est l'occasion de moderniser les installations existantes ou d'en construire de nouvelles comme la Cité olympique de Radès et son stade de 60 000 places. Celui-ci est bâti à l'occasion des Jeux méditerranéens de 2001 pour un coût estimé à 170 millions de dinars dont près de la moitié financée par des prêts sud-coréens et espagnols alors que le stade d'athlétisme représente un investissement de douze millions de dinars et le village olympique un investissement estimé à cinquante millions de dinars.
En 2008, le gouvernement annonce le lancement de la construction par le groupe émirati Boukhater d'un important complexe sportif comprenant plusieurs académies sportives, un stade de 20 000 places et un centre de natation. Baptisé Tunis Sports City, il s'étendra au bord du lac de Tunis, entre Tunis et La Marsa.
En collaboration avec la FIFA, le gouvernement lance plusieurs projets de revêtement en gazon synthétique de terrains de football. En 2009, on compte 78 terrains en gazon synthétique à travers le pays ; Geloi Sport est l'une des sociétés travaillant aux normes FIFA pour l'installation de ces infrastructures.

## Compétitions

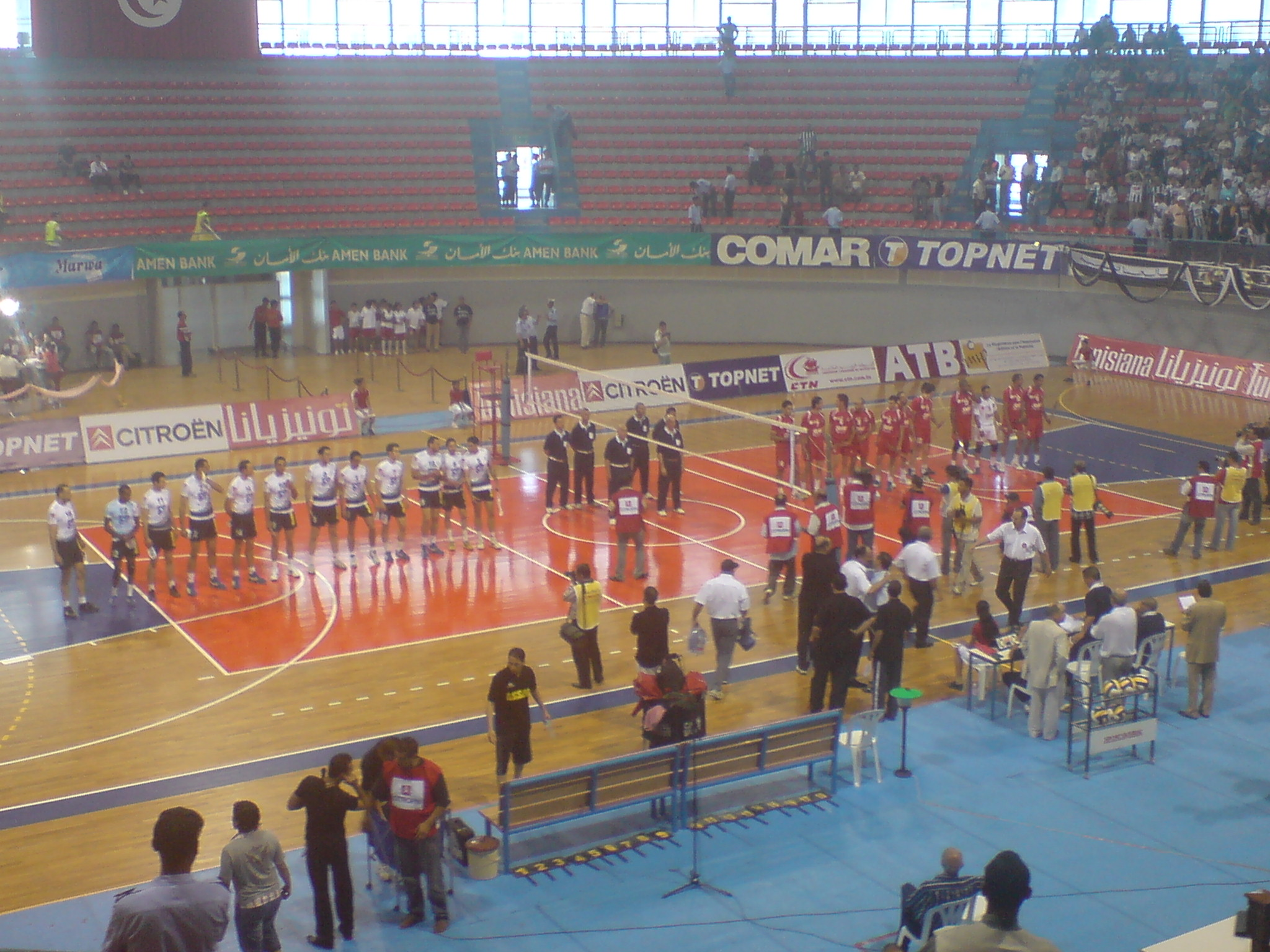
Finale de la coupe de Tunisie de volley-ball 2008.

L'année sportive tunisienne est rythmée par les grandes compétitions que sont les championnats (football, handball, volley-ball et basket-ball) et les coupes (football, handball, volley-ball et basket-ball) des sports les plus populaires. En cyclisme, discipline moins suivie, sont organisés les championnats de Tunisie de cyclisme et, de façon irrégulière, le Tour de Tunisie.
Mais le pays organise également des compétitions internationales. Ainsi, la première édition de la Coupe du monde de football des moins de 20 ans s'y tient en 1977 tout comme les phases finales des coupes d'Afrique des nations de football en 1965, 1994 et 2004, dernière édition remportée par la sélection nationale. La ville de Tunis organise par ailleurs à deux reprises les Jeux méditerranéens en 1967 et 2001 mais aussi le Grand Prix historique de Tunis (automobile) depuis 2000 et le Grand Prix de la ville de Tunis (cycliste) depuis 2007. Le championnat du monde masculin de handball s'est également tenu en Tunisie en 2005. Un tournoi international de tennis, le Tunis Open qui est inscrit à l'ATP Challenger Series, ainsi qu'un rallye organisé dans le sud désertique du pays et qui gagne en importance avec l'annulation du Paris-Dakar en 2008, le rallye de Tunisie, ponctuent également l'agenda sportif.

## Sportifs
La plupart des sports pratiqués en Tunisie ont vu émerger des figures de proue qui ont contribué à la popularité de leurs disciplines et ont servi de modèles pour d'autres sportifs. La liste suivante est indicative et tente de présenter les sportifs les plus connus et titrés dans leurs disciplines respectives :

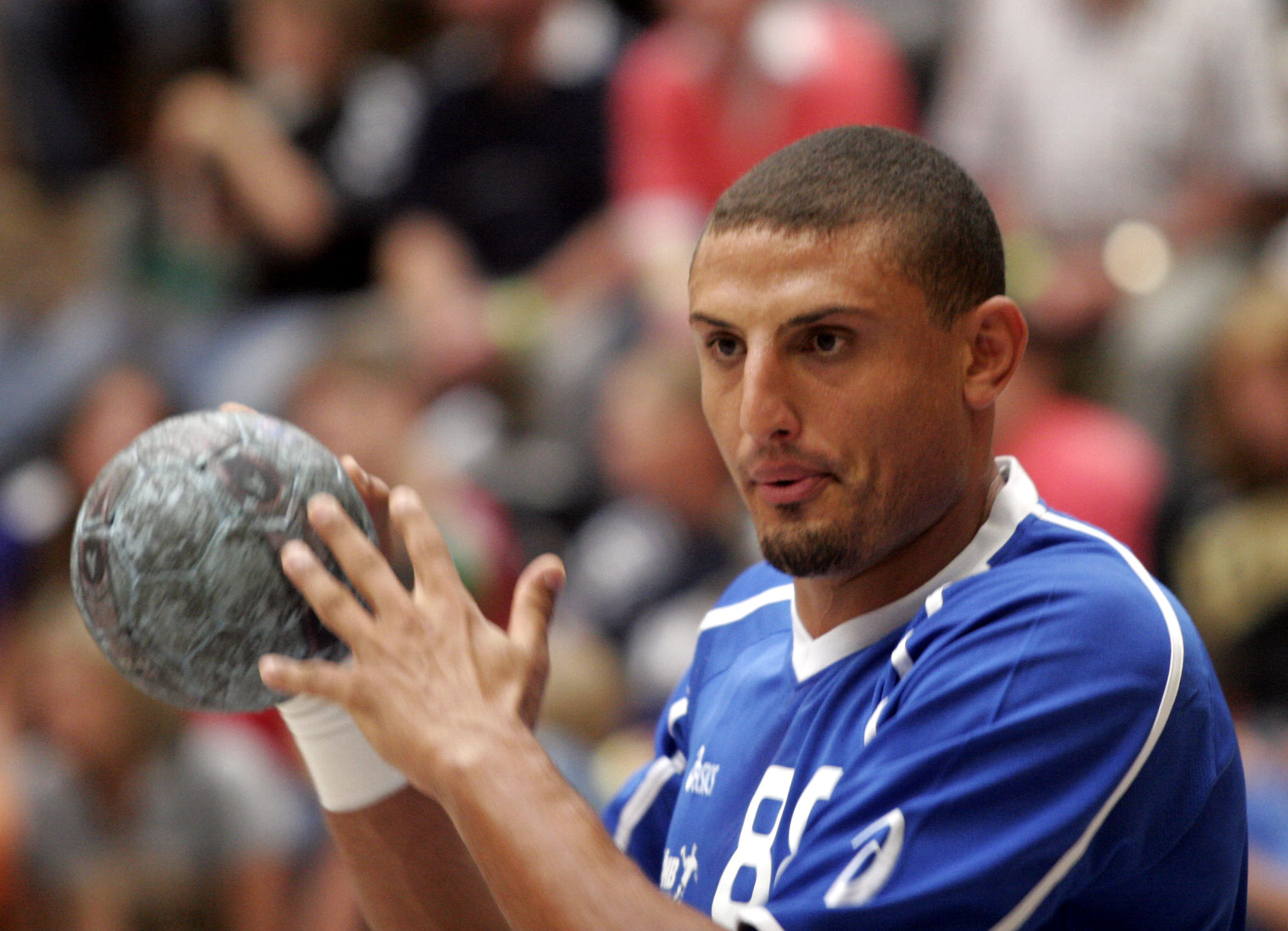
Portrait du handballeur Wissem Hmam.

- Athlétisme : Mohamed Ali Chouri, Mohammed Gammoudi, Hatem Ghoula, Abderrahim Zhiou, Maher Bouallègue, Habiba Ghribi ;
- Basket-ball : Taoufik Bouhima, Rached Ezzahi, Mounir Garali, Mohamed Senoussi, Salah Mejri ;
- Boxe :  Sadok Bahri, El Bahri (alias Mohamed Bahri jeune) Taoufik Belbouli, Tahar Ben Hassen, Rezgui Ben Salah, Kamel Bou Ali, Hédi Chemam (alias Tijani jeune), Hassen El Karrèche, Habib Galhia, Brahim Mahouachi, Fathi Missaoui, Sadok Omrane, Young Perez ;
- Cyclisme : Jilani Ben Othman, Rafaâ Chtioui, Samir Merdassi, Ali Neffati, Mohamed Yazidi ;
- Football : Hammadi Agrebi, Tarak Dhiab, Sadok Sassi, Hatem Trabelsi, Chokri El Ouaer, Radhi Jaïdi, Zoubaier Baya, Karim Haggui ;
- Gymnastique : Khémais Baknini, Wajdi Bouallègue ;
- Haltérophilie : Atef Jarray, Taoufik Maaouia, Youssef Sebaï ;
- Handball : Khaled Achour, Raouf Ben Samir, Wissem Hmam, Mounir Jelili, Fawzi Sbabti, Heykel Megannem ;
- Judo : Anis Chedly, Skander Hachicha, Anis Lounifi ;
- Karaté : Djim Doula, Hannibal Jegham ;
- Lutte : Béchir Bouazzat, Ameur Dridi, Fadhila Louati, Marwa Amri ;
- Natation : Frej Ben Messaoud, Ali Gharbi, Senda Gharbi, Faten Ghattas, Ahmed Hafnaoui, Oussama Mellouli, Myriam Mizouni, Zizi Taïeb ;
- Tennis : Mustapha Belkhodja, Gilbert Naccache, Selima Sfar, Malek Jaziri, Ons Jabeur[8] ;
- Volley-ball : Hassine Belkhouja, Rachid Boussarsar, Maurice Zerah, Noureddine Hfaiedh

Mohammed Gammoudi reste le sportif le plus titré de l'histoire du sport tunisien : il détient en effet à lui seul quatre des sept médailles olympiques remportées par les athlètes olympiques tunisiens. Il a également remporté quatre médailles d'or aux Jeux méditerranéens (doublé 5 000 et 10 000 mètres), en 1963 et 1967, et une médaille d'argent aux 5 000 mètres en 1971. Cette carrière lui a valu d'être élu en 2000 comme « sportif du siècle en Tunisie ».
Un référendum du meilleur sportif tunisien est aussi régulièrement organisé par un quotidien, Le Renouveau.

## Clubs

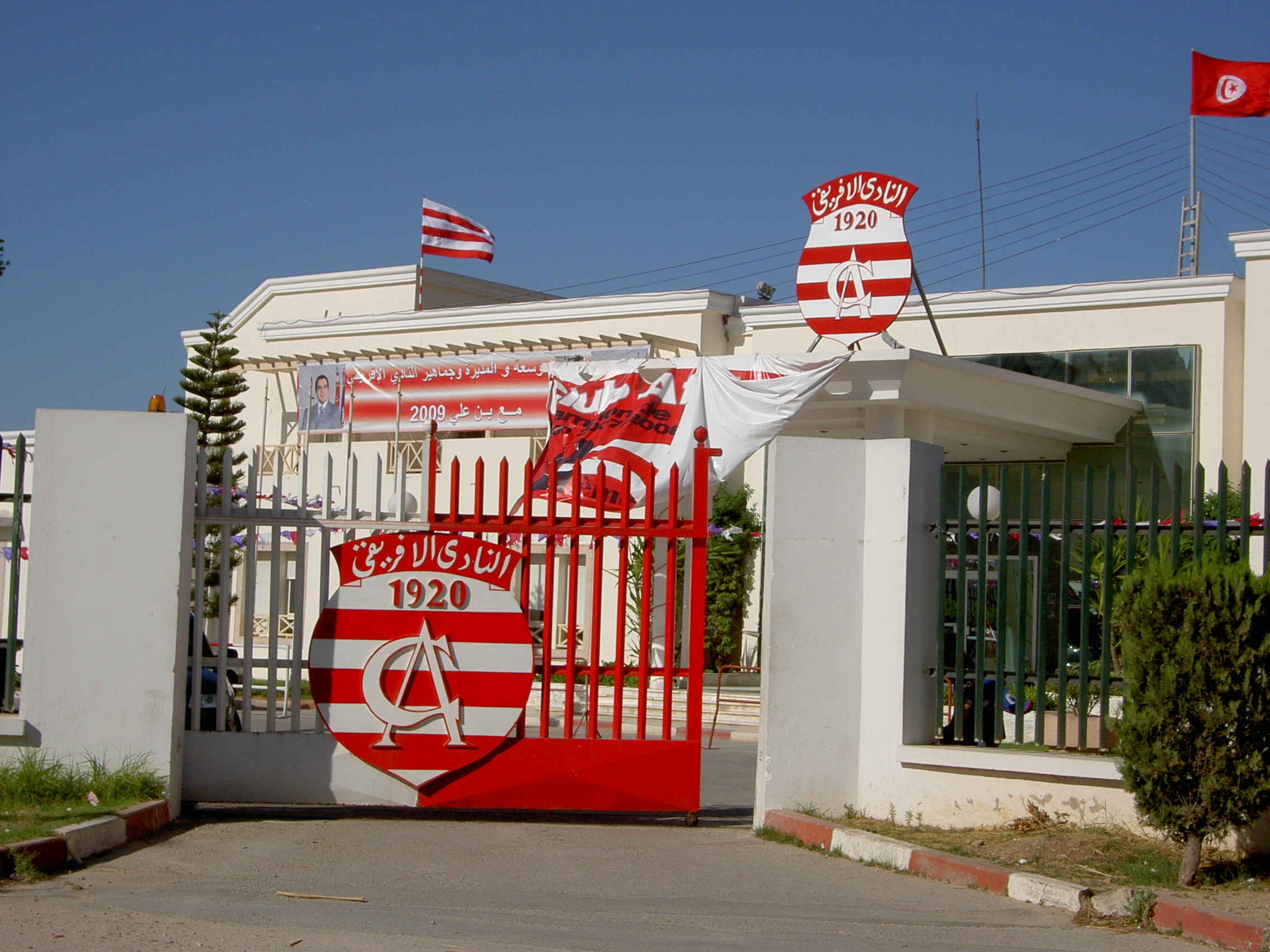
Site du Club africain à Tunis.

Des 43 clubs de football nés au début du XXe siècle et ayant formé la Ligue de Tunisie de football en 1921, seuls l'Union sportive tunisienne (UST) née en 1917, l'Espérance sportive de Tunis et le Club sportif des cheminots nés en 1919 et le Club africain né en 1920 existent encore aujourd'hui. Par la suite, d'autres grands clubs omnisports voient le jour comme l'Étoile sportive du Sahel née en 1925, le Club athlétique bizertin et le Club sportif sfaxien nés en 1928. Dans les années 1920 et 1930, l'UST remporte trois championnats et cinq coupes, ce qui fait de lui le club le plus titré à l'époque. Il est suivi par le Club sportif de Hammam Lif qui remporte entre 1946 et 1956 quatre championnats et sept coupes.
En mai 2007, le pays compte 1 673 clubs sportifs dont les principaux sont actifs dans le football (250) et le taekwondo (206). Viennent ensuite le karaté et ses dérivés (166), le handisport (140), le handball (85), l'athlétisme (80), le judo (66), le kung fu (60), le kick-boxing (59), le basket-ball (48), la pétanque (47), le tennis de table (45), le volley-ball (40), la boxe (37), la natation (31) et le tennis (30).

### Basket-ball
Clubs et sections de basket-ball :
- Avenir sportif de La Marsa
- Club africain
- Club athlétique bizertin
- Club sportif des cheminots
- Club sportif de Hammam Lif
- Club sportif sfaxien
- Dalia sportive de Grombalia
- Espérance sportive de Tunis
- Espoir sportif du Cap Bon
- Étoile olympique La Goulette Kram
- Étoile sportive de Radès
- Étoile sportive du Sahel
- Ezzahra Sports
- Jeunesse sportive kairouanaise
- Sfax railway sport
- Stade nabeulien
- Stade tunisien
- Stade sportif de Kasserine
- Union sportive monastirienne

### Football
Clubs et sections de football :
- Association sportive de l'Ariana
- Association sportive de Djerba
- Avenir sportif de Gabès
- Avenir sportif de Kasserine
- Avenir sportif de La Marsa
- Club africain
- Club athlétique bizertin
- Club olympique de Médenine
- Club sportif de Hammam Lif
- Club sportif sfaxien
- Croissant sportif chebbien
- El Gawafel sportives de Gafsa
- El Makarem de Mahdia
- Espérance sportive de Tunis
- Espérance sportive de Zarzis
- Espoir sportif de Jerba Midoun
- Espoir sportif de Hammam Sousse
- Étoile sportive de Béni Khalled
- Étoile olympique La Goulette Kram
- Étoile sportive de Métlaoui
- Étoile sportive du Sahel
- Football Club de Jérissa
- Grombalia Sports
- Jendouba Sports
- Jeunesse sportive kairouanaise
- Jeunesse sportive métouienne
- La Palme de Tozeur Avenir
- Océano Club de Kerkennah
- Olympique de Béja
- Olympique du Kef
- Stade africain de Menzel Bourguiba
- Stade gabésien
- Stade nabeulien
- Sfax railway sport
- Stade soussien
- Stade sportif gafsien
- Stade sportif sfaxien
- Stade tunisien
- Union sportive de Ben Guerdane
- Union sportive de Bousalem
- Union sportive monastirienne
- Union sportive tunisienne

### Handball
Clubs et sections de handball : 
- Aigle sportif de Téboulba
- Association sportive de handball de l'Ariana
- Club africain
- Club athlétique bizertin
- Club sportif de Hammam Lif
- Club sportif de Hiboun
- Club sportif de Sakiet Ezzit
- Club sportif hilalien
- Croissant sportif de M'saken
- El Baath sportif de Béni Khiar
- El Makarem de Mahdia
- Espérance sportive de Tunis
- Espoir sportif de Hammam Sousse
- Étoile sportive du Sahel
- Flèche sportive de Menzel Horr
- Jeunesse sportive de Chihia
- Jeunesse sportive kairouanaise
- Olympique de Soliman
- Sporting Club de Moknine
- Stade nabeulien
- Stade sportif midien
- Stade tunisien
- Union sportive de Gremda
- Union sportive sayadie
- Zitouna Sports

### Voile
La voile compte parmi les douze disciplines sportives qui compte moins de 600 licenciés en 2007. La Fédération tunisienne de voile (FTV) est créée en 1989, après la scission de la Fédération tunisienne des sports nautiques en plusieurs fédérations : voile, aviron et canoë-kayak, pêche sportive et apnée.
Après une longue période de stagnation durant laquelle elle reste inactive, la FTV se reconstitue en 1995 avec un bureau fédéral essentiellement chargé de la préparation de la section voile aux Jeux méditerranéens de 2001, la présence de la voile étant obligatoire dans cette compétition.
Les régates les plus courues en Tunisie ont lieu dans le golfe de Tunis.

### Volley-ball
Clubs et sections de volley-ball :
- Aigle sportif d'El Haouaria
- Avenir sportif de La Marsa
- Club africain
- Club olympique de Kélibia
- Club sportif de Hammam Lif
- Club sportif sfaxien
- Espérance sportive de Tunis
- Étoile olympique La Goulette Kram
- Étoile sportive de Radès
- Étoile sportive du Sahel
- Fatah Hammam El Ghezaz
- Saydia Sports
- Tunisair Club
- Union sportive de Carthage
- Zitouna Sports

## Pratique
Le ministère de la Jeunesse et des Sports présente régulièrement des statistiques sur la pratique sportive des Tunisiens. Il en ressort trois faits :
- Il y a trois fois plus d'hommes que de femmes qui pratiquent le sport ;
- L'ensemble des disciplines de combats (taekwondo, judo, karaté, kick-boxing, lutte, boxe, kyokushinkai et kung fu) représente 36 821 licenciés, soit 32 % de plus que le football ;
- Par rapport à la population âgée de dix à soixante ans, soit 7,612 millions de personnes en 2007, seuls 2 % des Tunisiens en âge de faire du sport disposent de licences auprès de clubs.

Le tableau ci-dessous donne les chiffres publiés pour l'année 2007, aussi bien au niveau des disciplines pratiquées qu'au niveau de la répartition régionale des sportifs :
| Discipline                            | Licenciés | Licenciées | Total   |
| ------------------------------------- | --------- | ---------- | ------- |
| Football                              | 26 649    | 1 084      | 27 733  |
| Taekwondo                             | 9 027     | 4 965      | 13 992  |
| Handball                              | 7 204     | 2 942      | 10 146  |
| Judo                                  | 4 963     | 3 801      | 8 764   |
| Karaté et disciplines associées       | 5 569     | 1 457      | 7 026   |
| Athlétisme                            | 4 089     | 2 594      | 6 683   |
| Basket-ball                           | 2 916     | 2 072      | 4 988   |
| Tennis                                | 2 909     | 1 534      | 4 443   |
| Volley-ball                           | 2 486     | 1 930      | 4 416   |
| Handisport                            | 2 940     | 1 270      | 4 210   |
| Rugby                                 | 3 321     | 613        | 3 934   |
| Natation                              | 2 314     | 1 148      | 3 462   |
| Boule et pétanque                     | 2 040     | 161        | 2 201   |
| Kick-boxing                           | 1 334     | 170        | 1 504   |
| Lutte                                 | 1 273     | 214        | 1 487   |
| Kyokushinkai et autres arts martiaux  | 1 159     | 279        | 1 438   |
| Boxe                                  | 1 282     | 128        | 1 410   |
| Haltérophilie                         | 1 077     | 318        | 1 395   |
| Kung fu                               | 1 050     | 150        | 1 200   |
| Apnée                                 | 700       | 208        | 908     |
| Tennis de table                       | 657       | 212        | 869     |
| Gymnastique                           | 272       | 363        | 635     |
| Golf                                  | 470       | 140        | 610     |
| Échecs                                | 533       | 22         | 555     |
| Baseball                              | 463       | 48         | 511     |
| Voile                                 | 418       | 88         | 506     |
| Escrime                               | 259       | 234        | 493     |
| Équitation                            | 322       | 101        | 423     |
| Danse                                 | 131       | 119        | 250     |
| Bridge                                | 151       | 96         | 247     |
| Aviron et canoë-kayak                 | 150       | 42         | 192     |
| Cyclisme                              | 156       | 24         | 180     |
| Motocyclisme                          | 225       | 11         | 236     |
| Pêche sportive                        | 234       | 1          | 235     |
| Culturisme                            | 215       | 0          | 215     |
| Total                                 | 88 958    | 28 539     | 117 497 |
| Sources : Portail du sport en Tunisie |           |            |         |

| Gouvernorat                           | Licenciés | Licenciées | Total   |
| ------------------------------------- | --------- | ---------- | ------- |
| Tunis                                 | 16 525    | 7 570      | 24 095  |
| Sousse                                | 7 727     | 2 610      | 10 337  |
| Nabeul                                | 7 986     | 2 272      | 10 258  |
| Sfax                                  | 6 646     | 2 221      | 8 867   |
| Ben Arous                             | 6 271     | 2 132      | 8 403   |
| Monastir                              | 5 273     | 1 114      | 6 387   |
| Ariana                                | 3 324     | 741        | 4 065   |
| Kairouan                              | 2 885     | 1 133      | 4 018   |
| Gabès                                 | 3 200     | 685        | 3 885   |
| Bizerte                               | 3 032     | 819        | 3 851   |
| Médenine                              | 3 264     | 317        | 3 581   |
| Mahdia                                | 2 707     | 734        | 3 441   |
| Sidi Bouzid                           | 1 909     | 887        | 2 796   |
| Gafsa                                 | 2 636     | 135        | 2 771   |
| La Manouba                            | 1 696     | 1 040      | 2 736   |
| Béja                                  | 1 951     | 477        | 2 428   |
| Jendouba                              | 1 808     | 235        | 2 043   |
| Le Kef                                | 1 572     | 137        | 1 709   |
| Kasserine                             | 1 275     | 160        | 1 435   |
| Zaghouan                              | 941       | 188        | 1 129   |
| Siliana                               | 788       | 137        | 925     |
| Tozeur                                | 747       | 33         | 780     |
| Tataouine                             | 482       | 90         | 572     |
| Kébili                                | 457       | 86         | 543     |
| Total                                 | 85 102    | 25 953     | 111 055 |
| Sources : Portail du sport en Tunisie |           |            |         |

## Médias

### Presse écrite
La presse sportive existe en Tunisie depuis le début du XXe siècle. Parmi les premiers journaux figurent La Vie sportive et Les Cloches de Tunis qui fusionnent le 1er mars 1908 sous le nom de Vie sportive et cloches de Tunis réunis. Le 15 octobre 1908, le nouveau journal fusionne avec le Progrès de Tunis pour redonner naissance à La Tunisie sportive, déjà créée en 1904 sous la direction de Fernand Saunier. Mensuel, le journal est remplacé par La Vie sportive, avec pour rédacteur en chef René Bouyac, le 9 octobre 1910.
Après la Première Guerre mondiale, la presse sportive se développe et les titres se multiplient : pas moins de 19 journaux voient le jour entre 1920 et 1930 dont :
- Le Sud sportif (1921) ;
- Les Sports de Tunisie (1922) ;
- Le Sport (1923) ;
- Centre Sports (1925) ;
- Centre Football (1927) ;
- Tunisie Football (1927) ;
- Courrier des sports (1928) ;
- La Gazette des sports (1930).

L'intérêt croissant des quotidiens d'information générale, comme La Dépêche tunisienne, La Presse de Tunisie, Le Petit Matin, Tunis Soir ou Tunis socialiste, affaiblit toutefois la presse sportive spécialisée. On doit néanmoins citer le journal de Mongi Cherif, Coup d'envoi, qui a le mérite de continuer à s'intéresser au sport national dans les différentes régions avec des rédacteurs et des correspondants comme Mohsen Klibi, Emine Jeblaoui, Firmin Noyé, Béchir El Mouldi, Chedly Ayadi et Salem Ben Guirat. Néanmoins, cet hebdomadaire ne survit que durant deux ans (1945 et 1946).
Après l'indépendance, Mahmoud Ellefi fonde le journal Le Sport qui joue durant 25 ans, de 1958 à 1983, un rôle prépondérant en matière d'information sportive. Il forme ou attire de grands journalistes sportifs tels qu'Abdelaziz Dahmani, Raouf Ben Ali, Mohamed et Ahmed Boughenim, Victor Nataf, Zeine Bach Hamba, Ali Safi, Hamed Badri, Albert Smadja, Fethi Houidi, Mokhtar Ismaïl, Moncef Ghalloussi, Rafik Ben Arfa, Ameur Bahri, etc.
Depuis la disparition de ce journal, plusieurs tentatives de créer des journaux ou revues sportives ont eu lieu mais ont toutes échoué et il n'existe plus de nos jours de presse d'information sportive spécialisée en Tunisie.

### Audiovisuel
Dès l'apparition de Radio Tunis dans les années 1930, le journalisme sportif se développe. Les pionniers des chroniques sportives sont M. Tranchida (en français) et Chedly Zouiten (en arabe). Ils sont relayés par Hédi Tebourbi, Jameleddine Bousnina et Abdelaziz El Aroui alors que la retransmission des grandes compétitions tenues à travers le pays favorise la diffusion du sport auprès de la population. Elle est l'œuvre de grands reporters comme Tahar Mbarek, Mohamed Ben Khelifa, Mohamed Boughenim, Mokhtar Baccour et Ismail Triki qui sont encadrés par Abdelmajid Msellati.
Le lancement de la télévision dans les années 1960 accentue ce phénomène avec la diffusion par la chaîne publique des grands matchs de football, handball ou volley-ball. L'émission hebdomadaire des sports à la télévision, tour à tour dirigée par Raouf Ben Ali, Mohamed Meddeb, Ridha Oudi, Mohamed Kilani ou encore Houssine El Oued, en est l'une des plus populaires. L'apparition de la chaîne privée Hannibal TV et ses émissions Souiaa Sport et Belmakchouf ajoutent une dose de concurrence à l'émission Dimanche Sport diffusée par la chaîne publique.
Parmi les journalistes qui s'illustrent dans le sport audiovisuel figurent Sami Akrimi, Amor Ghouila, Mohamed Kilani, Brahim Mahouachi, Béchir Manoubi ou encore Habib Mrabet. Toutefois, le prix croissant des droits de retransmission des compétitions internationales privent les Tunisiens de certains spectacles sur leur chaîne nationale qui n'a pas les moyens, notamment durant la coupe du monde 2006, de payer un prix jugé trop élevé.

## Palmarès international
(octobre 2018).

Écusson brodé sur les maillots des sportifs tunisiens lors des compétitions internationales.

La section suivante présente les principaux titres internationaux remportés par des équipes nationales, clubs ou sportifs tunisiens.

### Jeux paralympiques
La Tunisie participe aux Jeux paralympiques d'été depuis 1988. Elle termine quinzième au classement des médailles des Jeux paralympiques d'été de 2008 avec 21 médailles dont neuf en or, puis quatorzième au classement des Jeux paralympiques d'été de 2012 avec 19 médailles dont neuf en or. La délégation tunisienne est composée de 35 athlètes en 2008 et de 31 athlètes en 2012.
Parmi les athlètes paralympiques les plus titrés figurent Maher Bouallègue, avec six médailles d'or aux Jeux paralympiques d'été de 2000 et 2004, et Abderrahim Zhiou, avec trois médailles d'or aux Jeux paralympiques d'été de 2008 et 2012 et des titres de champion du monde en 800, 1 500, 5 000 et 10 000 mètres dans les compétitions T12.

### Jeux africains
La Tunisie a pris part à toutes les éditions des Jeux africains et, après un début timide en 1965 avec une seule médaille d'or, elle devient l'une des principales nations sportives d'Afrique en se classant souvent parmi les trois ou quatre premières. Elle a d'ailleurs remporté  l'édition 1978. Aux Jeux de Brazzaville en 1965, la Tunisie se classe à la neuvième place avec un total de douze médailles :
- 1 médaille d'or pour Mustapha Belkhodja ;
- 5 médailles d'argent pour le relais 4 fois 100 mètres 4 nages, Hamadi Hachicha (judo), Tahar Ben Hassen et Lakhdar Ben Ahmed Lamine (boxe) et l'équipe de volley-ball ;
- 6 médailles de bronze pour l'équipe de handball, Mehrez Belhaj (judo), Mustapha Belkhodja et Mohamed Kilani (double messieurs tennis) ainsi qu'Anis Bahri et Hammadi Achour (relais 4 fois 200 mètres nage libre) ;

Durant l'édition 1973 tenue à Lagos, la délégation tunisienne progresse et accède à la sixième place avec treize médailles dont quatre en or pour l'équipe masculine de basket-ball, Abdelaziz Zaïer en judo, Ali Gharbi et Dalila Berriche en natation. En 1978 à Alger, la Tunisie s'impose après le retrait de l'Égypte devant le Nigeria et l'Algérie. Sur les 29 titres obtenus, vingt sont remportés par les nageurs grâce au duo Ali Gharbi et Myriam Mizouni (huit titres pour chacun d'eux). Le reste des médailles d'or se partage ainsi :
- Athlétisme (2) : Youssef Ben Abid (marteau hommes) et Fethia Jerbi (disque dames) ;
- Boxe (1) : Nejib Zaddem (poids coq) ;
- Lutte (5) : Ameur Dridi (2), Ali Abdellaoui, Khelifa Ben Naceur et Ali Gharbi ;
- Natation (20) : Ali Gharbi (6), Myriam Mizouni (6), relais féminin (2), relais masculin (2), Samir Boucheleghem (2), Hédi Belhassen et Ahlem Gheribi ;
- Volley-ball : équipe masculine.

Aux Jeux de Nairobi organisés en 1987, la natation tunisienne brille à nouveau et permet au pays de se classer à la troisième place avec 24 médailles d'or dont 17 en natation grâce notamment à Faten Ghattas (neuf titres) et Senda Gharbi. Le reste des médailles se partage ainsi :
- Athlétisme (1) : Choukri Abahnini (perche) ;
- Haltérophilie (4) : Larbi Trab (2) et Taoufik Maaouia (2) ;
- Judo (1) : Abdelmajid Senoussi ;
- Lutte (1) : Zouhair Sghaier ;
- Natation (17) : Faten Ghattas (6), Samir Bouchelaghem (4), Senda Gharbi (3), relais féminin (3) et Nabil Ben Aissa.

Au Caire en 1991, la délégation tunisienne participe à sept sports seulement (trois collectifs et quatre individuels). Le bilan est moyen avec six médailles d'or dont cinq grâce à la nageuse Senda Gharbi (trois en individuel et deux en relais). Slah Rekik remporte pour sa part le titre en judo (catégorie des moins de 78 kg). Aux Jeux d'Harare (Zimbabwe) organisés en 1995, la Tunisie obtient dix médailles d'or :
- Athlétisme (1) : Monia Kari (disque dames) ;
- Boxe (3) : Riadh Kelaï, Kamel Chater et Mohamed Salah Marmouri ;
- Judo (4) : Makrem Ayed, Hassen Moussa, Skander Hachicha et Slim Agrebi ;
- Lutte (2) : Omrane Ayari et Mohamed Naouar.

La sixième édition, qui a lieu à Johannesbourg (Afrique du Sud) en 1999, est marquée par la lutte entre les grandes nations sportives du continent, la Tunisie se plaçant au quatrième rang avec 63 médailles dont vingt en or.
- Athlétisme (2) : Anis Riahi (décathlon) et Monia Kari (disque dames) ;
- Boxe (1) : Kamel Chater ;
- Gymnastique (1) : Wajdi Bouallègue ;
- Haltérophilie (6) : Youssef Sebaï (3), Atef Jarray (2) et Samir Ghachem (1) ;
- Handisport (1) : Khadija Jaballah ;
- Judo (6) : Makrem Ayed, Hassen Moussa, Skander Hachicha, Hayet Rouini, Nesria Traki et Saida Dhahri ;
- Lutte (2) : Fadhila Louati et Salma Ferchichi ;
- Karaté (1) : Hannibal Jegham ;
- Taekwondo (1) : Ahmed Dekhil.

Aux Jeux d'Abuja (Nigeria) tenus en 2003, la délégation totalise 89 médailles dont trente en or :
- Athlétisme (3) : Béchir Zaghouani (perche), Hatem Ghoula (20 km marche) et Aïda Sallam (javelot dames) ;
- Boxe (1) : Walid Cherif ;
- Haltérophilie (6) : Moez Hannachi (3) et Hayet Sassi (3) ;
- Handisport (5) : Farhat Belkhir (3), Ahmed Aouadi et Samira Berri ;
- Judo (2) : Saida Dhahri et Houda Ben Daya ;
- Karaté (2) : Hassib Kanoun et Ibtissem Hannachi ;
- Lutte (4) : Amor Bach Hamba, Fadhila Louati, Faiza Bejaoui et Saida Riabi ;
- Natation (6) : Oussama Mellouli (6) ;
- Taekwondo (1) : Ikram Mouhager.

À Alger, en 2007, la délégation tunisienne totalise 147 médailles au cours de la 9e édition des jeux mais ne termine que 4e car plusieurs nouvelles disciplines ont été introduites telles que l'escrime, le badminton, l'aviron, la voile et le kick-boxing alors que le nombre des compétitions de handisport a atteint 46. Elle obtient cinquante médailles d'or, dont deux récupérées après la disqualification d'haltérophiles nigérianes :
- Athlétisme (5) : Abderrahmane Tamada (perche messieurs), Leila Ben Youssef (perche dames), Hamdi Dhouibi (décathlon), Hatem Ghoula (20 km marche messieurs) et Chaima Trabelsi (20 km marche dames) ;
- Aviron (1) : Ibtissem Trimech ;
- Boxe (3) : Seifeddine Nejmaoui, Rached Merdassi et Mourad Sahraoui ;
- Cyclisme (1) : Rafaâ Chtioui ;
- Escrime (9) : Mohamed Samandi (fleuret messieurs), Inès Boubakri (fleuret dames), équipe masculine (fleuret), équipe féminine (fleuret), Mohamed Rebaï (sabre messieurs), Hela Besbes (sabre dames), équipe féminine (sabre dames), équipe masculine (épée) et équipe féminine (épée) ;
- Gymnastique (3) : Wajdi Bouallègue ;
- Haltérophilie (3) : Asma Razgui (épaulé-jeté et total, catégorie des -75 kg femmes) et Hamdi Doghman (arraché des -85 kg hommes) ;
- Handisport (7) : Farhat Chida (longueur F36), Ahmed Aouadi (800 m et 5 000 m, T54), Mohamed Farhat Belkhir (100 m, T54), Mahmoud Khaldi (400 m, T12) et Mohamed Charmi (400 m et 800 m, T36) ;
- Judo (4) : Youssef Badra, Anis Chedly, Houda Miled et Nihel Cheikhrouhou ;
- Karaté (4) : Boutheina Hasnaoui, Kaouther Hasnaoui, Refka Dakhlaoui et Montassar Tabben ;
- Kick-boxing (2) : Mohamed Seif Khelifa et Anis Ben Ammar ;
- Lutte (3) : Wassila Raouafi, Naziha Hamza et Soumaya Ben Sassi ;
- Natation (1) : Ahmed Mathlouthi ;
- Taekwondo (1) : Ikram Mouhajer ;
- Tir (2) : Olfa Charni (pistolet 10 m dames) et Mohamed Habib El Oued (pistolet 10 m messieurs) ;
- Voile (1) : Mehdi Chaaban (laser radial).

Lors de l'édition de 2011 à Maputo, la Tunisie conserve sa 4e place malgré la non-organisation de compétitions où elle a l'habitude de briller telles que l'haltérophilie, le kick-boxing, l'aviron, le tir, l'escrime, la gymnastique et la lutte. Elle obtient 70 médailles dont trente en or :
- Athlétisme (3) : Dora Mahfoudhi (perche dames), Hassanine Sebei (20 km marche messieurs) et Chaima Trabelsi (20 km marche dames) ;
- Boxe (1) : Ahmed Mejri ;
- Canoë-kayak (3) : Khaled Bergaoui (C1 200), Mohamed Ali Mrabet (K1 1 000) et Afef Ben Ismaïl (K1 slalom) ;
- Handisport (4) :  Ahmed Aouadi (1500, T54), Mohamed Charmi (800 m, T36), Yousra Ben Jemaâ (disque, F32-33-34) et Raoua Tlili (poids, F40) ;
- Judo (6) : Fayçal Jaballah, Amani Khalfaoui, Nesria Jelassi, Houda Miled, Hana Mergheni et Nihel Cheikhrouhou ;
- Karaté (2) : Boutheina Hasnaoui et Faten Aissa ;
- Natation (4) : Ahmed Mathlouthi (200 m, 400 m et 800 m nage libre) et Taki Mrabet (200 m brasse) ;
- Taekwondo (3) : Wajdi Briki (-63 kg hommes), Rahmi Ben Ali (-53 kg dames) et Khaoula Ben Hamza (+73 kg dames) ;
- Tennis (2) : Ons Jabeur (simple dames) et équipe dames ;
- Voile (2) : Youssef Akrout (Laser radial) et Ines Gmati (Optimist dames).

### Jeux panarabes
La première participation tunisienne aux Jeux panarabes a eu lieu en 1957, au cours de la seconde édition organisée à Beyrouth. La Tunisie se classe deuxième derrière le Liban avec 24 médailles d'or, 10 d'argent et 21 de bronze :
- Athlétisme (2) : Mongi Zarrougui Soussi (110 haies) et Azaiez Ben Amor (marathon) ;
- Boxe (7) : Hattab Lahrizi, Ahmed Lamine, Moncef Zayani, Mohamed Ben Mohamed, Hédi Othman, Abdelaaziz Nabli et classement par équipes ;
- Cyclisme (3) : Bechir Merdassi et équipe (route et classement) ;
- Escrime (1) : Norbert Brami ;
- Gymnastique (5) : Ali Ben Younes (2), équipe nationale (2) et Mohamed Hamza (1) ;
- Natation (5) : Hammadi Achour (100 mètres dos), Mongi Ben Becher (1 500 mètres nage libre), relais (4 fois 100 et 4 fois 200 mètres nage libre) et Abdelwahab Ouali (plongeon) ;
- Volley-ball (1) : équipe nationale.

Le pays ne participe pas aux trois éditions suivantes organisées en 1961 à Casablanca, en 1965 au Caire et en 1976 à Damas. Le retour a lieu en 1985 à Rabat où les athlètes tunisiens finissent à la deuxième place derrière le pays organisateur avec 40 médailles d'or (dont 22 en natation), 25 d'argent et 25 de bronze :
- Athlétisme (6) : Fethi Baccouche (5 000 mètres et 3 000 mètres steeple), Abderrazak Guetari (10 000 mètres), Abderrazak Belhassine (disque), Kawthar Akermi (hauteur) et Basma Gharbi (longueur) ;
- Boxe (2) : Tahar Nasri et Khémis Refaï ;
- Gymnastique (2) : Khémais Baknini ;
- Haltérophilie (1) : Taoufik Maaouia (moins de 56 kg) ;
- Handball (2) : équipes nationales masculine et féminine ;
- Judo (1) : Hassen Ben Gamra ;
- Lutte (2) : Ameur Dridi et Habib Ben Cheikh ;
- Natation (22) : Faten Ghattas (8), Samir Bouchlaghem (7), Hakim Chaouachi (2), relais masculin (2), relais féminin (2) et Souad Debbiche (1) ;
- Volley-ball (1) : équipe nationale ;
- Water polo (1) : équipe nationale.

Les septièmes Jeux panarabes tenus à Damas en 1992 illustrent le déclin du sport tunisien de l'époque avec un maigre bilan : huitième place avec trois médailles d'or, 21 d'agent et 26 de bronze. Seuls Riadh Kelaï (boxe), Mohamed Tahar Mansouri (marathon) et Chedly Jelid (gymnastique) parviennent à s'illustrer. En 1997, à Beyrouth, la Tunisie remonte à la cinquième place (neuf médailles d'or, douze d'argent et 26 de bronze) :
- Athlétisme (2) : Anis Riahi et Mohamed Tahar Mansouri ;
- Boxe (1) : Mohamed Salah Marmouri ;
- Judo (4) : Raoudha Chaari, Nesria Traki, Makrem Ayed et Slim Agrebi ;
- Karaté (2) : Slim Abderrahim et Mona Ayat.

À Amman, en 1999, la Tunisie retrouve la seconde place (quarante médailles d'or, quarante d'argent et 58 de bronze) derrière l'Égypte (107 médailles d'or) :
- Athlétisme (12) : Aouatef Ben Hassine, Fatma Lanouar, Ilhem Ben Salah, Syrine Ebondo, Hanen Dhouibi, relais 4 fois 100 mètres dames, Mohamed Ali Kakimi (800 et 1 500 mètres), Mohemd Bedoui, Anis Riahi, Hatem Ghoula et Ridha Chikhaoui ;
- Basket-ball : équipe nationale féminine ;
- Boxe (2) : Moez Zemzemi et Mohamed Salah Marmouri ;
- Escrime (2) : Jihène Mallat et équipe épée féminine ;
- Gymnastique (1) : Wajdi Bouallègue ;
- Haltérophilie (5) : Atef Jarray (2), Youssef Sebaï, Kais Ayadi et Samir Ghachem ;
- Judo (5) : Anis Lounifi, Skander Hachicha, Nesria Traki, Saida Dhahri et Hayet Rouini ;
- Karaté (2) : Mona Ayat et Hannibal Jegham ;
- Lutte (2) : Hassen Feguiri et Mohamed Ben Gamra ;
- Nage avec palme (2) : 4 fois 50 et 4 fois 100 mètres messieurs ;
- Natation (2) : Boutheina El Ouaer ;
- Tennis (4) : Walid Jallali et Adel Hadhiri (double messieurs), Selima Sfar (simple dames), équipe masculine et équipe féminine ;
- Volley-ball : équipe nationale.

La dixième édition est organisée à Alger en 2004 : la Tunisie obtient la troisième place derrière l'Égypte et l'Algérie avec 47 médailles d'or, 42 d'argent et 51 de bronze :
- Athlétisme (7) : Béchir Zaghouani, Hamdi Dhouibi, Hatem Ghoula, Aïda Sallam, Monia Kari, Amel Ben Khaled et Syrine Ebondo ;
- Boxe (2) : Rached Merdassi et Mohamed Homrani ;
- Escrime (5) : Mohamed Rebaï, Ines Boubakri, Chaima Fathallah, équipe épée féminine, équipe sabre féminine ;
- Gymnastique (2) : Wajdi Bouallègue ;
- Haltérophilie (13) : Soumaya Fatnassi (3), Lobna Maatoug (3), Hayet Sassi (3), Moez Hannachi (2), Loubaba Ben Chebba et Imen Hasnaoui ;
- Judo (1) : Anis Chedly ;
- Karaté (5) : Refka Dakhlaoui (2), Moneem Hammouda, Ibtissem Hannachi et équipe kumité féminine ;
- Lutte (1) : Mohamed Ali Bouzaiane ;
- Natation (7) : Oussama Mellouli (6) et Nadia Chahed ;
- Tir (1) : Olfa Bouaziz ;
- Voile (3) : Kamel Akrout, Mondher Chaaban et Foued Arabi.

En Égypte, en 2007, le pays arrive à nouveau au second rang au classement général (63 médailles d'or, 34 d'argent et 50 de bronze) :
- Athlétisme (7) : Mohamed Ali Kebabou, Hassanine Sebei, Safa Aissaoui, Karima Othmani, Monia Kari, Leila Ben Youssef et Chaima Trabelsi ;
- Aviron (1) : Ibtissem Trimech ;
- Boxe (3) : Seifeddine Nejmaoui, Hamza Housseini et Mourad Chebbi ;
- Cyclisme (3) : Rafaâ Chtioui, Nour Dissem et contre-la-montre pour l'équipe masculine ;
- Escrime (4) : Inès Boubakri, Hela Besbes, équipe sabre féminine et équipe épée féminine ;
- Gymnastique (1) : Saber Arfaoui ;
- Haltérophilie (13) : Soumaya Fatnassi (3), Hanene Ourfelli (3), Youssef Sebaï (3), Loubaba Ben Chouba (2) et Nadia Hosni (2) ;
- Judo (5) : Anis Chedly (2), Nesria Jelassi, Nihel Cheikhrouhou et Houda Miled ;
- Karaté (4) : Moneem Hammouda, Boutheina Hasnaoui, Refka Dakhlaoui et équipe féminine de kumité ;
- Lutte (2) : Zyed Aït Ekram et Adnène Rehimi ;
- Natation (16) : Maroua Mathlouthi (6), Ahmed Mathlouthi (4), équipes féminines de relais (3), Taki Mrabet (2) et Sarra Chahed ;
- Taekwondo (2) : Khaoula Ben Hamza et Zeineb Amdouni ;
- Tir (1) : Olfa Charni ;
- Voile (1) : Youssef Akrout.

Au Qatar en 2011, la Tunisie confirme sa position en terminant à la seconde place, grâce notamment à Oussama Mellouli, consacré meilleur sportif des jeux avec quinze médailles d'or. Elle totalise 138 médailles (54 en or, 45 en argent et 39 en bronze). Les médaillés d'or sont : 
- Athlétisme (4) : Hassanine Sebei, Nada Cheroudi, Sarra Ben Saâd et Chaima Trabelsi ;
- Boxe (2) : Ahmed Mejri et Yahia Mekacheri ;
- Cyclisme (2) : Rafaâ Chtioui et classement sur route pour l'équipe féminine ;
- Escrime (7) : Sarra Besbes, Azza Besbes, Iheb Ben Othman, équipe de sabre féminine, équipe d'épée féminine, équipe de fleuret féminine et équipe de sabre masculine ;
- Golf (1) : Feriel Chahed ;
- Gymnastique (1) : Wajdi Bouallègue ;
- Haltérophilie (2) : Soumaya Fatnassi et Nadia Hosni ;
- Judo (5) : Houssem Khalfaoui, Fayçal Jaballah, Amani Khalfaoui, Nihel Cheikhrouhou et Maha Mergheni ;
- Karaté (2) : Dhouha Ben Othman et Kaouther Hasnaoui ;
- Lutte (2) : Zyed Aït Ekram et Adnène Rehimi ;
- Natation (17) : Oussama Mellouli (treize médailles individuelles), équipe masculine de relais (2) et Wassim Elloumi (2) ;
- Taekwondo (4) : Nihel Borgi, Wajdi Briki, Rahma Ben Ali et Khaoula Ben Hamza ;
- Tennis (2) : Malek Jaziri et équipe dames ;
- Tir (2) : Olfa Charni (pistolet 10 m et pistolet 25 m) ;
- Voile (1) : Laser radial open

### Jeux méditerranéens
La Tunisie participe pour la première fois aux Jeux méditerranéens lors de la troisième édition organisée en 1959 à Beyrouth. Il s'agit en effet des premiers jeux organisés après l'indépendance du pays. La délégation se classe neuvième avec trois médailles d'or, deux d'argent et une de bronze :
- médailles d'or : Sadok Omrane (67 kg), Abdelaziz Hasni (75 kg) et Othman Nabli (81 kg) en boxe ;
- médailles d'argent : Simon Bellaiche (57 kg) en boxe et Mongi Zarrougui (400 mètres haies) ;
- médaille de bronze : Norbert Brami (épée) en escrime ;

Aux Jeux méditerranéens organisés à Naples en 1963, le pays remporte six médailles dont deux en or avec Mohammed Gammoudi (5 000 et 10 000 mètres), deux en argent avec Naceur Ben Messaoud (50 km marche) et Habib Galhia (63,5 kg) en boxe et deux en bronze avec Lakhdar Ben Ahmed Lamine (60 kg) en boxe et Brahim Chemmam (1 500 mètres). Au cours de l'édition 1967 tenue à Tunis, pas moins de 27 médailles sont obtenues dont cinq en or avec un nouveau doublé pour Gammoudi (5 000 et 10 000 mètres), deux médailles pour les athlètes Jamila Ben Badr et Baya Bouabdallah (javelot et poids) — à l'occasion de la première participation féminine aux jeux — et une médaille pour le boxeur Amara Boukhris.
En 1971, à l'occasion des jeux organisés à Izmir, la Tunisie obtient onze médailles dont trois en or, grâce à Mansour Guetaya (800 et 1 500 mètres) et au boxeur Ali Gharbi, et six d'argent dont la médaille de football remportée par une équipe composée de Sadok Sassi, Mghirbi, Tahar Chaïbi, Chemam, Ezzedine Chakroun et Ben Mrad. À Alger, en 1975, la moisson est moins bonne avec un total de sept médailles dont trois en or pour Abdelkader Zaddem (10 000 mètres), le boxeur Béchir Jlassi et le nageur Ali Gharbi, et deux en argent grâce à Mansour Guetaya (1 500 mètres) et Myriam Mizouni (100 mètres nage libre). À Split, en 1979, la Tunisie recule encore et se contente d'une seule médaille d'or obtenue par le boxeur Lotfi Belkhir et de deux médailles d'argent pour Tarek Chaabani (javelot) et Fethia Jerbi (disque dames).
À Casablanca, en 1983, le renouveau de la boxe tunisienne permet d'améliorer les résultats du sport tunisien qui obtient neuf médailles dont quatre en or grâce à ses boxeurs Noureddine Boughanmi, Lotfi Belkhir, Khemaïs Refaï et Raouf Harbi alors que l'unique médaille d'argent est acquise au judo par Abdelmajid Senoussi. En 1987, à Lattaquié, la Tunisie obtient deux médailles d'or avec Fethi Baccouche (10 000 mètres) et Raouf Harbi (boxe) et quatre en argent avec Senda Gharbi (100 mètres nage libre), Zouheir Sghaier (lutte), Taoufik Maaouia (haltérophilie) et Hamadi Chergui (boxe).
Durant l'édition tenue à Athènes en 1991, le sport tunisien ne ramène qu'une seule médaille d'or et cinq de bronze. Seule la nageuse Senda Gharbi, après un duel avec Sophie Kamoun sur 100 mètres nage libre, sauve la mise. Un mauvais résultat survient en 1993 dans le Languedoc-Roussillon : 10 médailles au total mais une seule en or et une seule en argent. Cette fois-ci, c'est le karatéka Djim Doula qui évite à la Tunisie de rentrer bredouille alors que le boxeur Mohamed Lassoued remporte l'argent. Une petite amélioration est enregistrée à Bari en 1997 : le boxeur Mohamed Salah Marmouri et la doublette de pétanque Lakhal et Akili remportent l'or, les boxeurs Hassen Zlassi et Ben Naceur et le judoka Makrem Ayed remportant l'argent.
En 2001, c'est Tunis qui accueille les Jeux méditerranéens au cours d'une édition particulièrement bonne pour les sportifs tunisiens — certains d'entre eux touchent 100 000 dinars pour chaque médaille d'or —  qui remportent pas moins de 19 médailles, ce qui constitue un record historique pour la Tunisie :
- Athlétisme (2) : Hatem Ghoula et Fatma Lanouar ;
- Boxe (3) : Zied Sassi, Mohamed Sahraoui et Sami Jendoubi ;
- Football (1) : équipe olympique ;
- Gymnastique (1) : Leonie Marzouk ;
- Haltérophilie (5) : Youssef Sebaï (2), Mohamed Mejri (2) et Atef Jarray (1) ;
- Judo (1) : Anis Lounifi ;
- Karaté (3) : Héla Boudi, Wissem Arfaoui et Mohamed Moneem Hammouda ;
- Lutte (3) : Fadhila Louati, Salma Ferchichi et Saida Riabi.

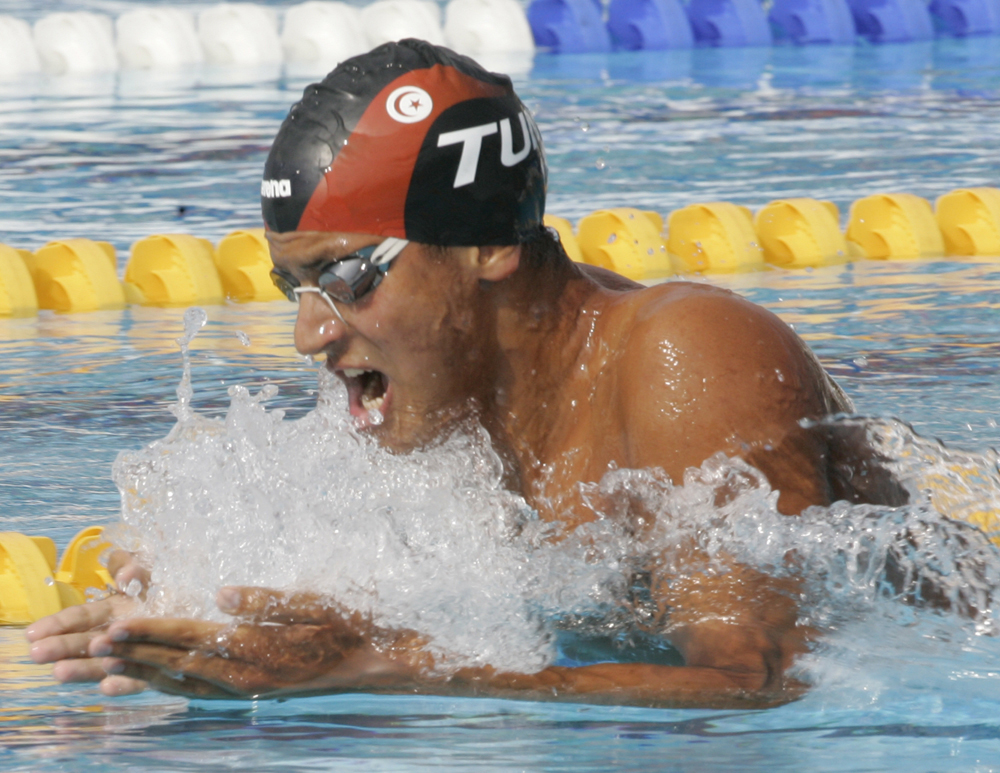
Oussama Mellouli, médaillé d'or aux JM 2005.

L'édition organisée à Almería (Espagne) en 2005 confirme le nageur Oussama Mellouli qui remporte trois médailles d'or et bat deux records des jeux sur 200 mètres 4 nages et 400 mètres 4 nages. La Tunisie totalise 35 médailles dont treize en or. En plus de la natation, les autres sports couronnés sont :
- Athlétisme (2) : Fatma Lanouar et Sofiane Labidi ;
- Boules (1) : triplette masculine ;
- Boxe (1) : Mourad Sahraoui ;
- Gymnastique (1) : Wajdi Bouallègue ;
- Haltérophilie (3) : Youssef Sebaï, Abdessattar Habbassi et Atef Jarray ;
- Handisport (1) : Samira Berri ;
- Karaté (1) : Montassar Tabben.

### Football
- 7 Coupe de la CAF : Étoile sportive du Sahel en 1995, 1999 et 2006, Espérance sportive de Tunis en 1997 et Club sportif sfaxien en 1998, 2007 et 2008
- 4 Coupe d'Afrique des vainqueurs de coupe de football : Club athlétique bizertin en 1988, Étoile sportive du Sahel en 1997 et 2003 et Espérance sportive de Tunis en 1998
- 6 Ligue des champions de la CAF : Club africain en 1991, Espérance sportive de Tunis en 1994, 2011, 2018 et 2019 et Étoile sportive du Sahel en 2007
- 3 Supercoupe de la CAF : Espérance sportive de Tunis en 1994 et Étoile sportive du Sahel en 1997 et 2007)
- 1 Coupe d'Afrique des nations de football : Équipe de Tunisie de football en 2004
- 1 Championnat d'Afrique des nations de football : Équipe de Tunisie de football en 2011

### Autres sports
- 11 Championnat d'Afrique masculin de volley-ball : Équipe de Tunisie masculine de volley-ball en 1967, 1971, 1979, 1987, 1995, 1997, 1999, 2003, 2017, 2019 et 2021
- 10 Championnat d'Afrique des nations masculin de handball : Équipe de Tunisie masculine de handball en 1974, 1976, 1979, 1994, 1998, 2002, 2006, 2010, 2012 et 2018
- 3 Championnat d'Afrique masculin de basket-ball : Équipe de Tunisie masculine de basket-ball en 2011, 2017 et 2021